# Ringwall Schwedenschanze (Kützberg)

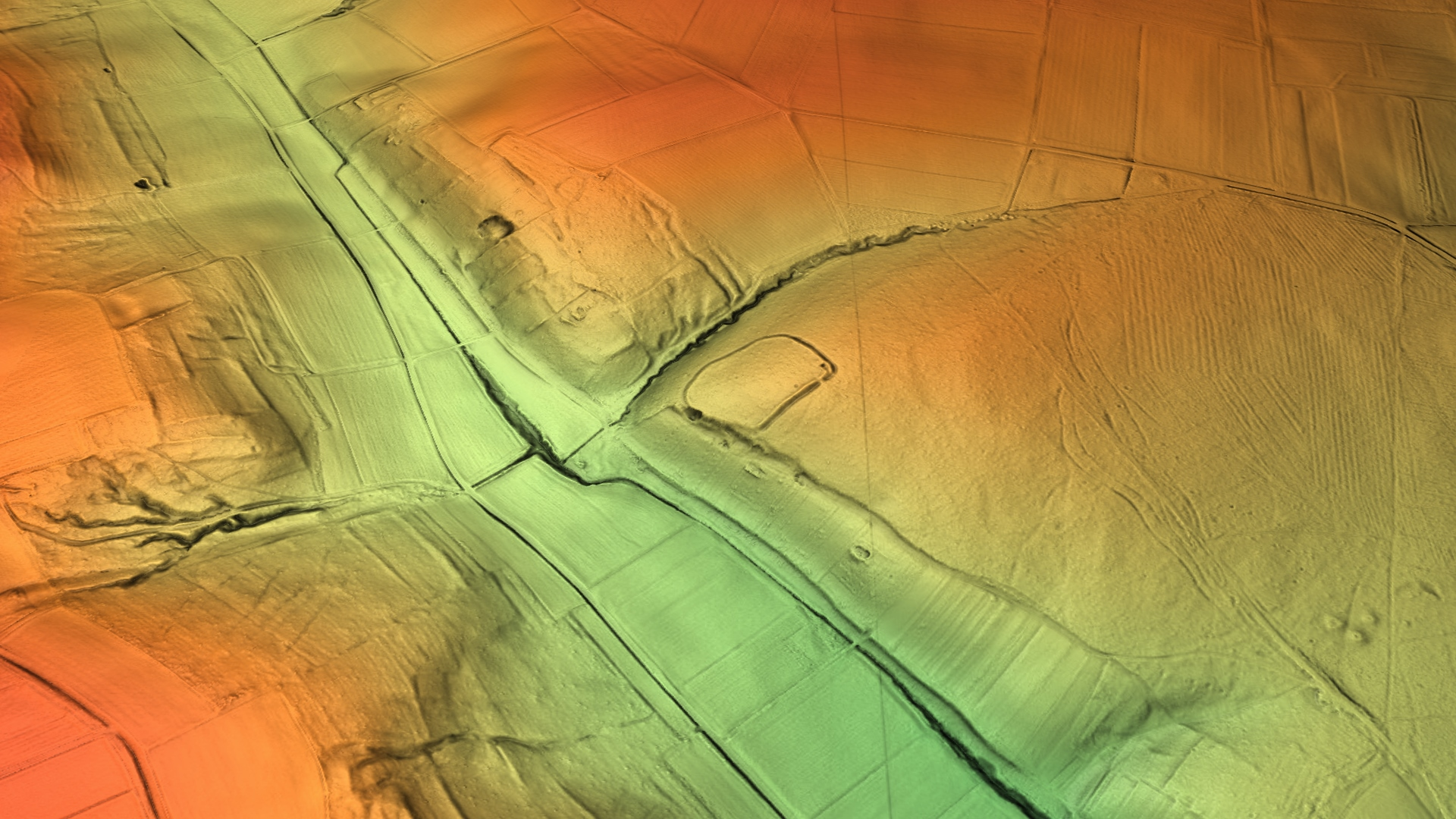
3D-Ansicht des digitalen Geländemodells

Der Ringwall Schwedenschanze ist eine abgegangene frühmittelalterliche Höhenburg (Ringwallanlage) bei 310,5 m ü. NN auf einer spornartig nach Westen vorgeschobenen Bergecke über dem Tal des Kützberger Baches und eines Nebenbaches. Sie liegt etwa 1400 Meter nordwestlich der katholischen Pfarrkirche St. Michael in Kützberg in der unterfränkischen Gemeinde Poppenhausen
im Landkreis Schweinfurt in Bayern.
Über diesen Ringwall sind keine geschichtlichen oder archäologischen Informationen bekannt, aufgrund der Bauweise mit Hanggräben wird er auf das frühe Mittelalter, vermutlich 9. Jahrhundert, datiert.
Erhalten hat sich von der Anlage nur ein rechteckiger Ringwall mit Außengraben. Die Stelle ist als Bodendenkmal Nummer D-6-5926-0039: Frühmittelalterlicher Ringwall "Schwedenschanze" geschützt.

## Beschreibung
Die in etwa rechteckige und sich von Nordost nach Südwest ziehende Befestigung hatte die Maße von 115 mal 85 Meter und liegt auf nach Südwesten abfallendem Gelände. Ihre Südwestseite verläuft parallel zum steil zu Tal abfallenden Berghang, die hier aber zusätzlich künstlich noch weiter versteilt wurde. Die Anlage wird hier durch eine 0,5 Meter hohe Terrasse gesichert, diese zieht sich um die Westspitze der Befestigung, und verläuft auch an der Nordwestseite entlang. An dieser Seite, die ebenfalls von Natur aus durch steile Berghänge zu einem Nebental gut geschützt ist, geht die Terrasse dann in einen Wall mit vorgelegtem Hanggraben über. An der gesamten ansteigenden Nordostseite sowie an der Südostseite ist der Wallgraben sehr gut erhalten, er erreicht hier eine Höhe von 0,8 Meter und eine Breite von drei Meter. Der vorgelagerte Graben ist 0,7 Meter tief und ebenfalls drei Meter breit. Auf der Innenfläche sind keine Bebauungsspuren obertägig mehr sichtbar.
Der frühere Zugang lag an der Südostseite, etwa 20 Meter südwestlich der Ostecke der Anlage. Hier ist der Ringwall auf einer Länge von zwei Metern unterbrochen, im Graben wurde eine ebenso breite Erdbrücke stehengelassen.